# Vahid Mirzadeh
Vahid Mirzadeh (* 28. Dezember 1986 in Lake Worth) ist ein ehemaliger US-amerikanischer Tennisspieler.

## Karriere
Vahid Mirzadeh spielt hauptsächlich auf der ATP Challenger Tour und der ITF Future Tour. Er feierte bislang sieben Doppelsiege auf der Future Tour. Zum 15. Juli 2013 durchbrach er erstmals die Top 200 der Weltrangliste im Doppel und seine höchste Platzierung war ein 169. Rang im Oktober 2013.
Seinen ersten Auftritt auf World-Tour-Level im Doppel hatte er zusammen mit Phillip Simmonds, mit dem er ein Doppelpaar bildete, bei den US Open im September 2004. Hierbei verloren die beiden ihre Auftaktpartie gegen Brian Baker und Rajeev Ram klar in zwei Sätzen. Den nächsten Auftritt auf der World Tour hatte er an der Seite von Sekou Bangoura, mit dem er ein Doppelpaar bildete, bei den Delray Beach Open in Delray Beach im Februar 2014. Hierbei gewannen sie ihre Erstrundenpartie gegen Eric Butorac und Raven Klaasen überraschend im Champions-Tiebreak, bevor die beiden im Viertelfinale an Samuel Groth und Maks Mirny scheiterten.